# Festival de Blues de Long Beach
El Festival de Blues de Long Beach, es un evento anual que se celebra en la localidad estadounidense de Long Beach, California, desde 1980, siendo uno de los festivales más longevos de la Costa Oeste de los Estados Unidos, sólo superado por el Festival de Blues de San Francisco. 

## Historia
El festival se organizó por primera vez en 1980, con el objetivo de recadar fondos por la KKJZ, una emisora de radio del campus de Long Beach dedicada exclusivamente a la difusión de blues y jazz en el Sur de California.
Se celebra durante el fin de semana precedente a la fiesta del Labor Day, a comienzos de septiembre. El escenario donde se han celebrado la mayoría de ediciones fue las pistas de atletismo del campus de Long Beach, perteneciente a la Universidad Estatal de California. En el año 2009 se celebró la trigésima edición del festival, en esta ocasión el lugar elegido fue el Rainbow Lagoon en el centro de la ciudad. Fue esta también la última vez que se organizó el evento, ya que debido a la precaria situación económica, la dirección decidió posponer de forma indefinida la celebración de una nueva edición.

## Participantes
- 1980: Chambers Brothers, William Clarke Band, Pee Wee Crayton, Prince Dixon, Margie Evans, Lowell Fulson, C.C. Griffin, Blind Joe Hill, Hollywood Fats Band, Cleo Kennedy, Lee King Band, Doug MacLeod Band, Night Owls, George Smith, Finis Tasby, Big Joe Turner, Phillip Walker, Smokey Wilson.
- 1981: Clifton Chenier, Albert Collins, Pee Wee Crayton, Margie Evans, Blind Joe Hill, George Smith, Eddie "Cleanhead" Vinson, Smokey Wilson.
- 1982: Clarence "Gatemouth" Brown, Robert Cray, Johnny Littlejohn, Little Milton, Mighty Flyers con Rod Piazza, Johnny Otis, Esther Phillips, George Smith, Taj Mahal.
- 1983: Bobby "Blue" Bland, Clifton Chenier, Johnny Copeland, Willie Dixon, Albert King, Jimmy McCracklin, Sonny Rhodes, Freddie Roulette, Koko Taylor.
- 1984: Elvin Bishop, James Cotton, Pee Wee Crayton, Buddy Guy & Jr. Wells Band, John Lee Hooker, Etta James, B.B. King, Denise LaSalle, Brownie McGhee, Son Seals, Big Joe Turner, Jimmy Witherspoon.
- 1985: Roomful of Blues, Otis Rush, Jimmy Smith, Lee Allen, Eddie "Cleanhead" Vinson, Linda Hopkins, Bo Diddley, The Blasters, Albert Collins, Papa John Creach, Joe Liggins & The Honeydrippers, Cash McCall Band, Charlie Musselwhite.
- 1986: Big Twist & The Mellow Fellows, Guitar Showdown con Johnny Copeland, Buddy Guy & Matt "Guitar" Murphy, Super Harmonica Jam con James Cotton, Rod Piazza & Jr. Wells, Hank Crawford, Jimmy Johnson, Albert King, Robert Lockwood, Jr. & Pinetop Perkins, Little Milton, Rockin' Dopsie con Katie Webster, Koko Taylor.
- 1987: Lonnie Brooks, Clarence "Gatemouth" Brown, Cephas & Wiggins,  Jeannie & Jimmy Cheatham & The Sweet Baby Blues Band, Robert Cray, Snooks Eaglin, Etta James, B.B. King, Tony Matthews, Johnny Otis, Phillip Walker, Katie Webster.
- 1988: Johnny Adams, Bobby "Blue" Bland, Ruth Brown, Albert Collins, James Cotton, Albert King, Kinsey Report con Big Daddy Kinsey, Lil' Ed & The Blues Imperials, Staple Singers, Johnnie Taylor, Walter "Wolfman" Washington.
- 1989: Bobby "Blue" Bland, Charles Brown, Solomon Burke, Ronnie Earl & The Broadcasters, The Fabulous Thunderbirds, Grady Gaines & The Upsetters, Buddy Guy, John Hammond, John Lee Hooker, Johnny Shines, Terrance Simien & The Mallet Playboys, Koko Taylor.
- 1990: Anson Funderburgh & The Rockets featuring Sam Myers, Ruth Brown, Albert Collins, Bo Diddley, Roy Gaines, Harmonica Fats (Harvey Blackston) con the Bernie Pearl Blues Band, Etta James, Little Milton, Lonnie Mack, Yank Rachell, Otis Rush, Johnny Winter.
- 1991: Blues Brothers con Steve Cropper, Donald "Duck" Dunn y Matt "Guitar" Murphy, Robert Cray Band with the Memphis Horns, Five Blind Boys of Alabama, John Lee Hooker, B. B. King, Big Jay McNeely con the Rocket 88's, Jay McShann & Jimmy Witherspoon, Koko Taylor
- 1992: Chuck Berry, James Brown, David Honeyboy Edwards, Ruth Brown, Mighty Clouds of Joy, Popa Chubby, Snooky Pryor con Johnny Nicholas, Hubert Sumlin, Irma Thomas & The Professionals, Joe Louis Walker.
- 1993: Preston Shannon Band, King Biscuit Time con Robert Lockwood, Jr., Pinetop Perkins and host "Sunshine" Sonny Payne, Rufus Thomas, Tributo a Robert Johnson con John Hammond, Rory Block, Lonnie Pitchford y Keb' Mo', James Cotton, John Lee Hooker, Five Blind Boys of Alabama, Charlie Musselwhite, Denise LaSalle, Little Milton, Tributo a Muddy Waters with Jimmy Rogers, Willie Smith, Calvin "Fuzz" Jones, Luther "Guitar Junior" Johnson, Carey Bell, Pinetop Perkins y Big Daddy Kinsey.
- 1994: Tributo a Chess Records con Billy Boy Arnold, Bo Diddley, Lowell Fulson, Johnnie Johnson, Sam Lay, Dave Myers, Jimmy Rogers y Hubert Sumlin, Jr. Wells, Staple Singers, Buddy Guy, Robert Cray Band, Jeff Healey Band, Blues Pioneers (Homesick James, Jack Owens & Bud Spires, Jesse Thomas), Ladies Sing The Blues (Barbara Morrison, Diamond Teeth Mary, Big Time Sarah, Dj Gary "The Wagman" Wagner.
- 1995: Buddy Guy, Otis Rush, Dr. John, The Fabulous Thunderbirds, Charles Brown, Fat Possum Juke Joint Caravan con Paul "Wine" Jones, Junior Kimbrough y Dave Thompson, Booker T & The MGs, Eddie Floyd & Mavis Staples, Floyd Dixon, Johnny Otis, Linda Hopkins, Lowell Fulson & Big Jay McNeely, Jay McShann & Jimmy Witherspoon, Brownie McGhee, Rufus Thomas.
- 1996: Marcia Ball, Lou Ann Barton, Bobby Bland, Clarence "Gatemouth" Brown, Charles Brown, Texas Johnny Brown, W. C. Clark, Johnny Copeland with Shemekia Copeland, Floyd Dixon, Anson Funderburgh & The Rockets featuring Sam Myers, Lowell Fulson,  Roy Gaines, Cal & Clarence Green, Guitar Shorty, Carol Fran & Clarence Hollimon, Joe Hughes, Little Richard con Grady Gaines and the Upsetters, Long John Hunter, Smokin' Joe Kubek con Bnois King, Pete Mayes, Jimmy "T99" Nelson, Henry Qualls con Hash Brown, Sonny Rhodes, Angela Strehli, Texas Tornados, DJ Gary "The Wagman" Wagner served as emcee

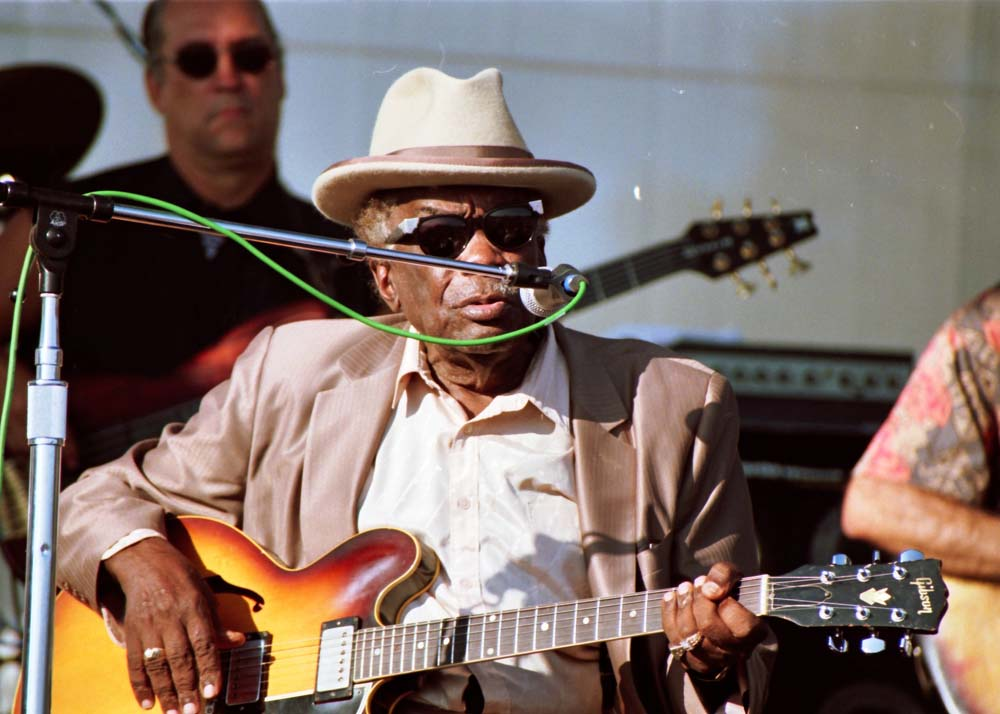
John Lee Hooker actuando en el Festival de Blues de Long Beach el 31 de agosto de 1997

- 1997: Buddy Guy, James Cotton, Son Seals, Otis Clay, John Lee Hooker, Koko Taylor, Otis Rush, Snooky Pryor, Soul Stirrers, Chuck Berry,  Ike Turner's Rhythm & Blues Revue, Bo Diddley, Joe Louis Walker, Hubert Sumlin, Billy Boy Arnold, Jimmy Rogers, Johnnie Johnson.
- 1998: Sing It! (Marcia Ball, Irma Thomas & Tracy Nelson), Lou Ann Barton, Blues Brothers Band con Eddie Floyd & Wilson Pickett, Lonnie Brooks, Roomful of Blues con la colaboración de Duke Robillard, Curtis Salgado & Ronnie Earl, Robben Ford, Dixie Hummingbirds, the Yardbirds, The Splinter Group feat. Peter Green, John Mayall's Bluesbreakers, British Blues Reunion con la colaboración de Mick Taylor, Kim Simmonds, Peter Green & Keith Emerson, James Harman, Taj Mahal, Jimmie Vaughan.
- 1999: Guitar Shorty con Sonny Rhodes, Koko Taylor And Her Blues Machine, The Fabulous Thunderbirds con Smokey Wilson, Clarence "Gatemouth" Brown, Buddy Guy, Clarence Carter, Johnny Rawls con Roy Gaines, Little Milton con Bobby Rush, Al Green, Bobby "Blue" Bland, Harpmasters Jam con Snooky Pryor, Carey Bell, Billy Boy Arnold y Sugar Blue,  Joe Louis Walker con Jimmy Thackery y Billy Branch, Ruth Brown, Charlie Musselwhite, John Lee Hooker.
- 2000: Bo Diddley con Billy Boy Arnold, George Thorogood & The Destroyers, Son Seals con Sugar Blue, Lonestar Shootout: Lonnie Brooks, Long John Hunter y Phillip Walker, Bernard Allison, Etta James, Bobby Womack, Charles Wright & The Watts 103rd Street Rhythm Band, Jimmy Dawkins, Carl Weathersby con Melvin Taylor, Mavis Staples con the Staple Singers Band, The Allman Brothers Band, Robert Cray Band, Harpmasters Jam II con Rod Piazza, James Cotton, Johnny Dyer, Charlie Musselwhite, Billy Branch and the Mighty Flyers.
- 2001: James Harman, Koko Taylor, Guitar Shorty, Jimmie Vaughan, Lucky Peterson, Solomon Burke, Bobby "Blue" Bland, Percy Sledge, Howard Tate, Little Milton.
- 2002: Arthur Adams, Otis Rush, Ben E. King, The Ohio Players, Jeff Healey, Robert Cray Band, Mable John, Roy Gaines, Tyrone Davis, Ike Turner & The Kings Of Rhythm, Dr. John, Etta James
- 2003: King Brothers, Pinetop Perkins, Bob Margolin, Carey Bell, Hubert Sumlin, Charlie Musselwhite, Keb' Mo', The Neville Brothers, Billy Preston, Irma Thomas & The Professionals, Joe Louis Walker, Joe Cocker, Al Green
- 2004: Macy Gray, Jimmie Vaughan with Lou Ann Barton, Jimmy Dawkins with Billy Boy Arnold, Rod Piazza with James Cotton, Buddy Guy, Leon Russell, Little Milton with Dave Alvin, Solomon Burke, Clarence Carter
- 2005: Etta James, Los Lobos, Howard Tate, Bobby Rush, Cafe R&B, The Black Crowes, Bobby Bland, Guitar Shorty, Johnny Rawls, Otis Clay.
- 2006: War, Joe Cocker, Rickie Lee Jones, Jerry "The Iceman" Butler, Luther "Guitar Junior" Johnson, Bettye LaVette, Lucky Peterson, The Mannish Boys,  Kenny Neal,  Billy Branch,  Carl Weathersby, The Campbell Brothers
- 2007: Buddy Guy, Dr. John, Taj Mahal & The Phantom Blues Band, Koko Taylor & Her Blues Machine, Jackie Payne/Steve Edmonson Band, The Delgado Brothers, Little Richard, Jimmy Reed Highway, Robert Cray Band, Irma Thomas & The Professionals, The Honeydripper Allstars, and Harry Manx & Kevin Breit
- 2008: Chuck Berry, John Mayall, Pinetop Perkins, The Dirty Dozen Brass Band, Roy Rogers and the Delta Rhythm Kings, Roy Young, Taj Mahal Trio, Booker T. Jones, Charlie Musselwhite, Eddie Floyd, Joe Louis Walker y Ana Popovic
- 2009: Kenny Wayne Shepherd, Funky Meters, Johnny Winter, Bettye Lavette, Homemade Jamz Blues Band, Hill Country Revue, Bobby Womack, Mavis Staples, The Blind Boys of Alabama, Sonny Landreth, Diunna Greenleaf, Andy Walo Trio
- 2010: Keb' Mo', John Cleary, Guitar Shorty, Arthur Adams